# Schaumstoff
Schaumstoffe sind künstlich hergestellte Stoffe mit zellförmiger (oder zelliger) Struktur. Die einzelnen Zellen sind hohl und i. d. R. mit Luft gefüllt, so dass Schaumstoffe leicht sind. Sie haben eine niedrige Dichte. Für ihre Herstellung (Schäumen) eignen sich fast alle Kunststoffe. Von Bedeutung sind hauptsächlich Polystyrol-, PVC- und Polyurethanschaum. Schaumstoffe kann man zusammendrücken, also durch Druck ihr Volumen deutlich verkleinern (siehe Kompressibilität).
Laut DIN 7726 sind Schaumstoffe „Werkstoffe mit über die gesamte Masse verteilten Zellen (offen, geschlossen oder beides) und einer Rohdichte (DIN 53420), die niedriger ist, als die Dichte der Gerüstsubstanz“. Die Zellen können durch Retikulieren nachträglich geöffnet werden, um einen dichten Schaumstoff durchlässig zu machen.
Schaumstoffe aus natürlichem und synthetischem Kautschuk (Porengummi, Zellkautschuk) zählen zu den ältesten und werden als Schaumgummi bezeichnet. Außerdem gibt es Schaumstoffe aus Mineral (Perlit, Porenbeton, Mineralschaum), Zellstoff (Kork) sowie Metallschäume.

## Einteilung
Nach Durchlässigkeit

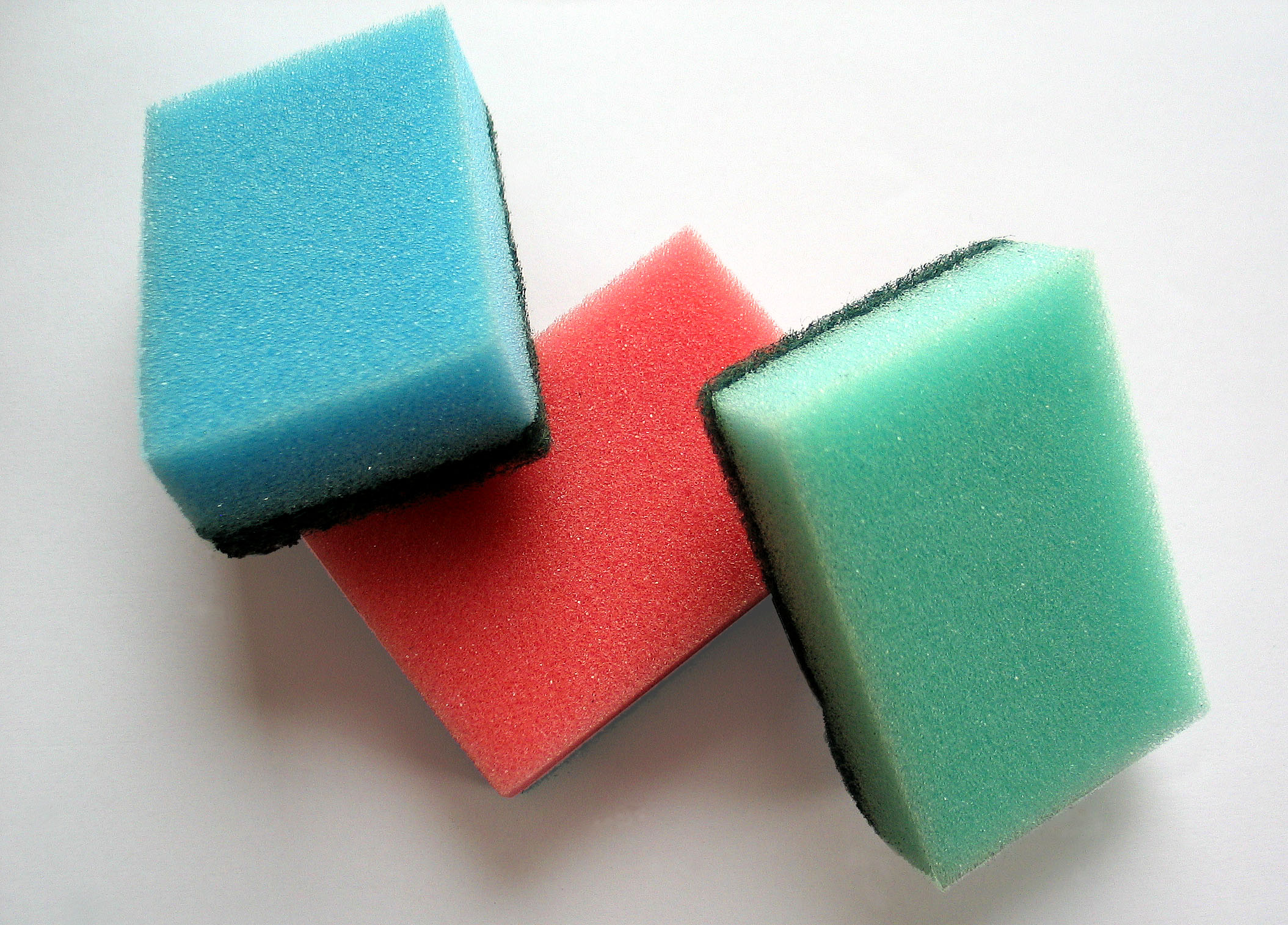
Topfschwämme sind offenzellige Schaumstoffe aus Polyurethan

- Geschlossenzelliger Schaumstoff  –  die Wände zwischen den einzelnen Zellen sind komplett geschlossen. Feste und halbfeste Schaumstoffe sind meist geschlossenzellig und können andere Treibgase als Luft enthalten, etwa CO2. Geschlossenzelliges Porengummi wird als Zellgummi bezeichnet.
- Offenzelliger Schaumstoff  –  die Zellwände sind nicht geschlossen, diese Schaumstoffe sind meist weich, enthalten Luft und können Flüssigkeiten aufnehmen. Sie eignen sich zur Schalldämmung luftübertragenen Schalls. Offenzelliges Porengummi wird als Schwammgummi bezeichnet.
- Gemischtzellige Schaumstoffe enthalten beide Arten von Zellen. Weitgehend geschlossenzelliges Porengummi wird als Moosgummi bezeichnet.

Nach Steifigkeit
- Hartschaum – als Leicht- oder Hartschaumplatte häufig als Dämmmaterial verwendet
- Schaumpolystyrol – insbesondere expandierter Polystyrolschaum ('Styropor') lässt sich in der Steifigkeit relativ variabel einstellen
- Weichschaum – Weichschaum aus Elastomeren wird auch als Schaumgummi oder Porengummi bezeichnet

Nach Kunststoffart
- Thermoplastische Schäume (z. B. aus PS-E, PP-E und PVC-E)
- Elastomere Schäume (z. B. aus PUR-Weichschaum, NBR)
- Duroplastische Schäume aus Kunstharzen (z. B. PUR-Hartschaum, PF-Schaum, Blumensteckschaum)

Nach Herstellungsort
- Ortschaum wird erst am Einsatzort aufgeschäumt, etwa um als Montageschaum einen Hohlraum auszufüllen und wie ein aufschäumender Klebstoff (PU-Kleber) angrenzende Bauteile zu verbinden oder als aufgespritzter Schaumstoff unebene Flächen zu dämmen oder abzudecken

Nach Aufbau
- Integralschäume haben eine geschlossene dicke Außenhaut und einen zelligen Kern, die Dichte nimmt nach innen hin ab.
- Sandwich- oder Verbundplatten sind ein oder beidseitig beschichtet, kaschiert oder auf andere Weise mit einem weiteren Werkstoff verbunden (z. B. Bauplatten)

## Eigenschaften

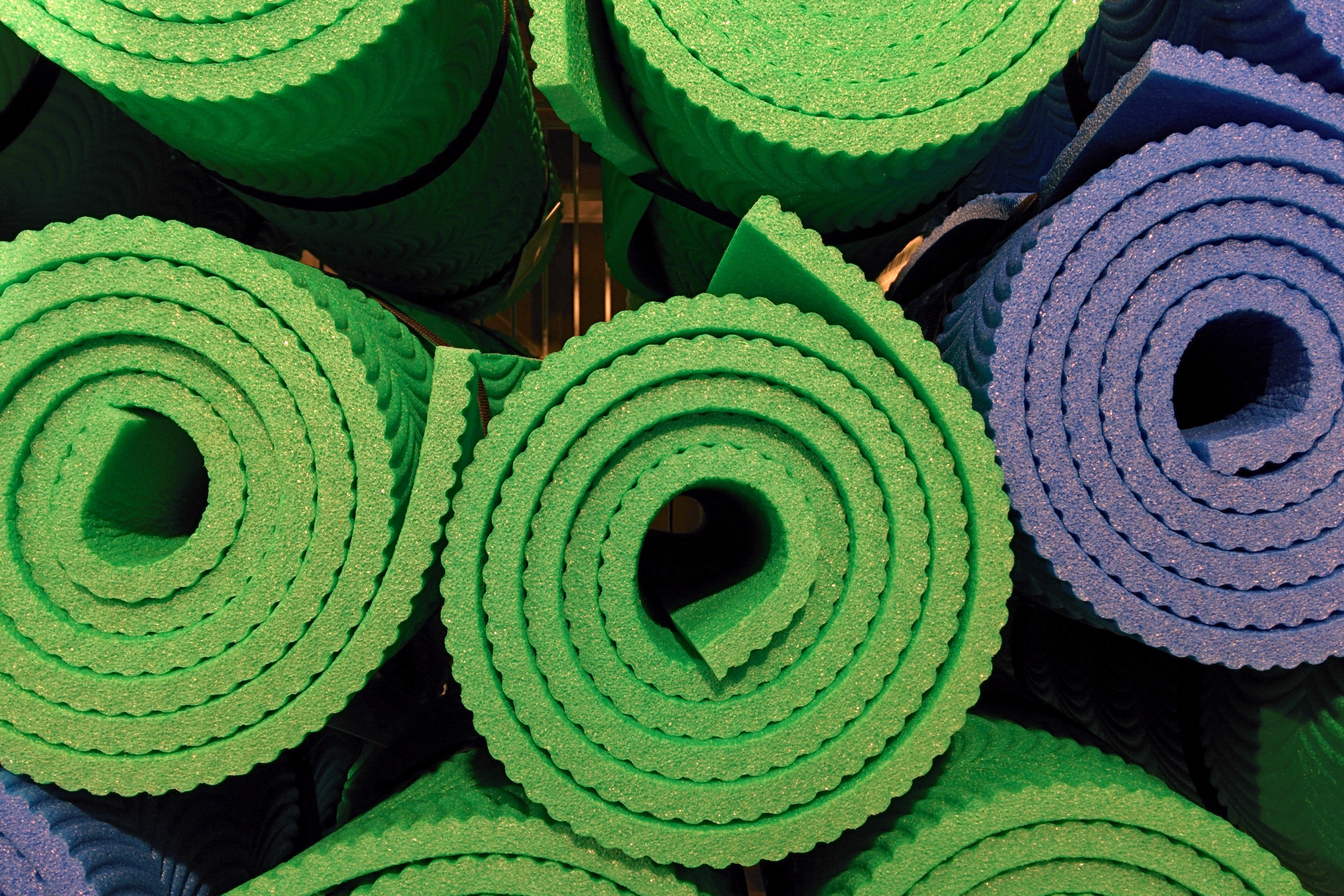
Isomatten sind geschlossenzellig und meist aus Polyethylen oder EVA

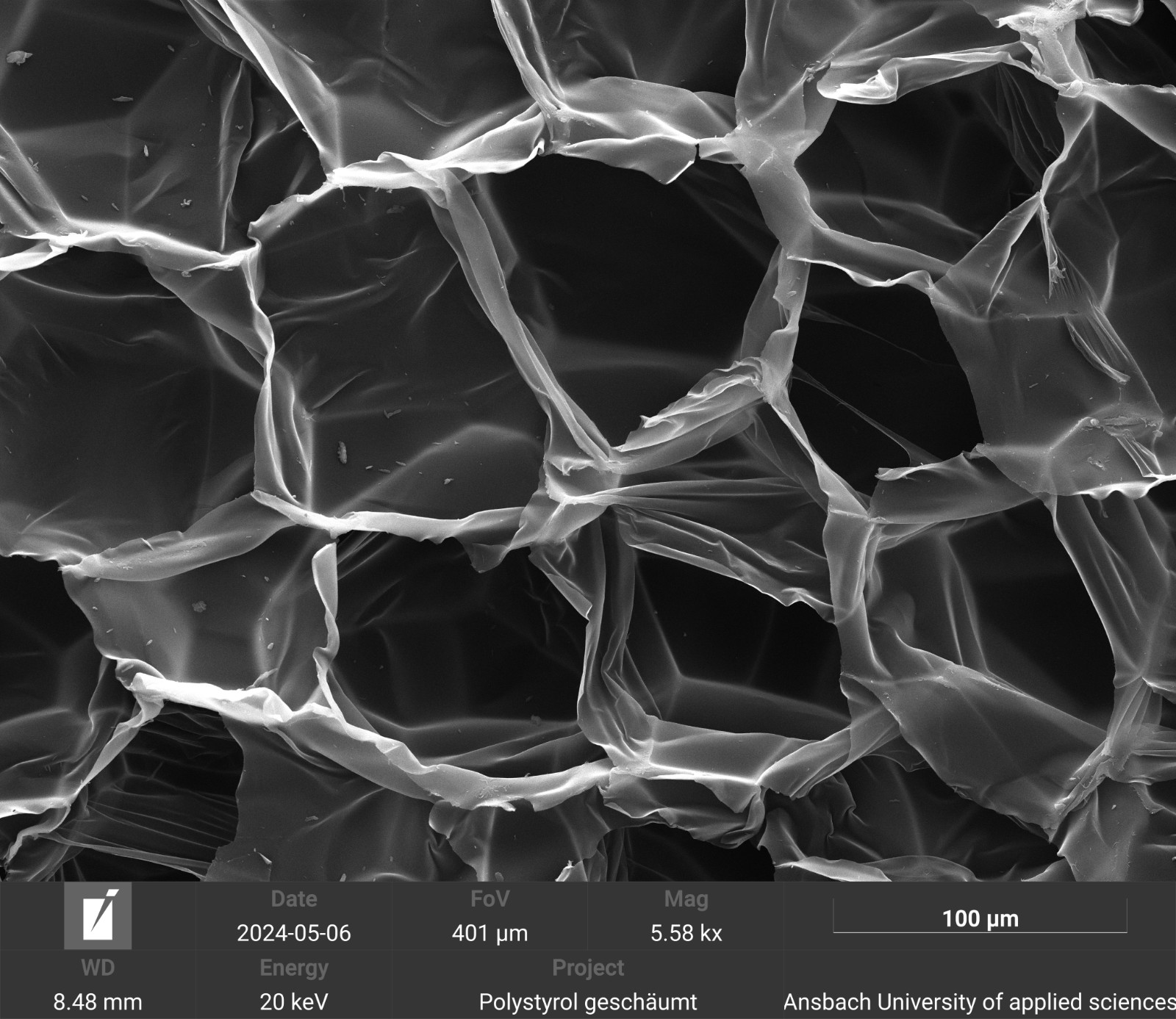
Geschlossenzelliges Styropor aus Polystyrol im Rasterelektronenmikroskop

Schaumstoffe bestehen überwiegend aus Luft und haben eine geringe Dichte (hier Raumgewicht genannt) und Wärmeleitfähigkeit bei eher geringer Festigkeit. Die Zellen der meisten Schaumstoffe sind zwischen 0,05 und 1 mm groß.
- Bei Matratzen und Sitzpolster wird die Stauchhärte angegeben. Das ist jener Druck, bei dem sich der Schaumstoff um 40 % verformt. Schaumstoffe mit Stauchhärten von mehr als 80 kPa sind fest, jene zwischen 15 und 80 kPa halbfest, jene mit weniger als 15 kPa weich. Ein weiterer Kennwert ist die Eindruckhärte.

- Bei Dämmstoffen wird die Druckspannung bei 10 % Stauchung angegeben. Das ist jener Druck, bei dem sich der Schaumstoff um 10 % verformt. Es handelt sich dabei um einen Vergleichswert ohne baupraktische Bedeutung.

- Das Raumgewicht wird in kg/m³ angegeben.

Die Stauchhärte hängt vom Raumgewicht des Schaumstoffs und vom Elastizitätsmodul des verwendeten Kunststoffs ab. Im Allgemeinen gilt: je dichter, desto fester.
Bei Schaumstoffen ist der Anteil des Kunststoff-Zellengerüsts (abhängig vom Raumgewicht) meist weit geringer als der Anteil des füllenden Gases. Beispielsweise besteht ein Schaumstoff mit einem Raumgewicht von 10 kg/m³ zu 99 % aus Luft (oder einem anderen Treibgas).
Die wärmedämmende Wirkung hängt vor allem von der Wärmeleitfähigkeit des füllenden Gases ab, wobei mit FCKW gefüllte Schaumstoffe besser isolieren als luftgefüllte. Offenzellige Schaumstoffe können Wasser aufnehmen, was ihre Wärmeleitfähigkeit erhöht.

## Schäumverfahren
Unterscheidung nach der Herstellungsart:
- Physikalisches Schäumen: Ein in einer Flüssigkeit gelöstes Gas bildet Blasen, wenn sich z. B. der Druck verringert oder die Temperatur erhöht.
- Chemisches Schäumen: Dem Kunststoffgranulat wird ein Treibmittel, meist in Form eines so genannten Masterbatchgranulates, zugegeben. Durch chemische Reaktion oder Abspalten eines flüchtigen Bestandteils (z. B. bei Erwärmung) schäumt die Schmelze auf.
- Mechanisches Schäumen: Hierbei wird Luft in das zu schäumende Harz oder die Paste eingerührt. Durch Vernetzen des Harzes oder durch Gelieren der Paste verfestigt sich dieser Schaumstoff.

### Schaumextrusion
Bei der Herstellung von PP-E-Schaum (ebenso möglich ist dies für Polyethylen, Polystyrol, PET oder einige Biopolymere) wird aufgeschmolzenes Polypropylen im Extruder unter hohen Drücken mit Treibgas (z. B. Pentan, CO2) versetzt. Früher wurden als Treibmittel oft FCKW eingesetzt, deren Verwendung aber aufgrund der schädigenden Wirkung auf die Ozonschicht inzwischen weitestgehend verboten ist.
Beim Austreten aus einer Lochdüse expandiert der Kunststoff auf das 20- bis 50-fache Volumen. Die entstehenden Schaumstränge können zum einen durch rotierende Messer im Wasserringgranulator oder Unterwassergranulator zu Schaumpartikeln von ca. 2–8 mm Durchmesser gekürzt werden. Sie werden dann vom Wasser abgeschieden, getrocknet, in Silos konditioniert und dann im sog. Formteilprozess zu Schaumformteilen verarbeitet.
Ein sehr wichtiger Prozess ist die Herstellung geschäumter Folien (z. B. aus PP oder PE als Trittschalldämmung) oder geschäumter Platten (z. B. XPS aus Polystyrol). Das kontinuierliche Extrusionsverfahren wird dabei aber in den meisten Fällen mit so genannten Kaskadenextrudern, also zwei hintereinander angeordneten Extrudern, durchgeführt. Während im ersten Extruder das Kunststoffgranulat aufgeschmolzen („plastifiziert“) wird, wird nach Zugabe des Treibmittels im zweiten Extruder dieses Treibmittel sehr gleichmäßig eingemischt. Zudem wird dabei die Schmelze auf ein definiertes Temperaturniveau gebracht (meistens ein Abkühlprozess), wonach diese dann in einem Breitschlitzwerkzeug auf die ungefähre Breite der späteren Folie oder Platte gebracht wird. Durch den im Verhältnis zum Dampfdruck des Treibmittels geringeren Umgebungsdruck expandiert die Schmelze und wird in einer speziellen Vorrichtung auf die gewünschte Plattendicke kalibriert. Die nachfolgenden Aggregate schneiden die Platten auf das gewünschte Maß bzw. wickeln die Folie auf, so dass die Produkte dann für eine Weiterverarbeitung zur Verfügung stehen.

### Formteilprozess
Der Formteilprozess dient zur Verarbeitung von Schaumstoffpartikeln (EPS, EPP, EPE) zu Schaumstoffformteilen.
Schaumstoffkügelchen mit Durchmessern von ca. 1–8 mm werden in poröse Aluminiumformen eingeblasen und mittels Wasserdampf (ca. 1,2 bar für EPS, ca. 3 bar bei EPP) miteinander versintert. Nach der Abkühl- und Stabilisierphase können die neu entstandenen Formteile entformt werden.
Dieses Herstellverfahren ermöglicht es, thermoplastische Schaumteile im Dichtebereich zwischen ca. 12 kg/m³ und 300 kg/m³ bei sehr homogener Dichteverteilung über das gesamte Schaumteil herzustellen. Direktschäumverfahren mit chemischen oder physikalischen Treibgasen beim Spritzguss erlauben dies wegen der begrenzten Abkühlgeschwindigkeit bei größeren Wandstärken nicht.
Der Formteilprozess ist sehr energieintensiv, da bei jedem Zyklus (Schuss) das Werkzeug (Form) und Teile des Formteilautomaten (Dampfkammer) aufgeheizt und wieder abgekühlt werden müssen.
Anwendungsgebiete der EPP-Formteile sind z. B. Isolierbehälter, Heizungsisolationen, Mehrwegtransportverpackungen und in zunehmendem Maße Automobilteile wie Stoßfängerkerne, Sonnenblenden, Crashpads, Toolboxen (die in der Ersatzradfelge liegen und z. B. Anhängerkupplung, Wagenheber und Bordwerkzeug aufnehmen) oder Freizeitartikel.
Die Schaumextrusion von Partikelschaumstoffen bietet folgende Vorteile gegenüber im Autoklaven hergestellten Partikelschäumen:
- Kostengünstige Herstellung, da ein Verfahrensschritt entfällt (Autoklavbehandlung)
- Einfacherer und schnellerer Farbwechsel

Nachteile des Extrusionsmaterials hingegen sind eine durchschnittlich höhere Verarbeitungstemperatur, verbunden mit einem höheren Energieverbrauch und teilweise deutlich schlechtere mechanische Eigenschaften relativ zur Dichte im Vergleich zu Autoklavmaterial.

#### Styroporverfahren
Expandiertes Polystyrol (EPS) wird durch physikalisches Schäumen hergestellt: Das treibmittelhaltige Granulat (5 % Pentan) wird zunächst durch Erhitzen mit Wasserdampf bei ca. 105 °C bis auf das 40- bis 80-fache Volumen vorgeschäumt und danach zwischen 3 und 48 Stunden bei Raumtemperatur zwischengelagert, so dass danach das Pentan bis auf einen Anteil von ca. 3 % entweichen und Luft eindringen kann. Somit wird die Entstehung eines Vakuums im Inneren vermieden. Beim Fertigschäumen wird das vorgeschäumte EPS in eine Form gefüllt und durch weiteres Erhitzen auf ca. 130 °C mit Wasserdampf expandiert, das heißt, es füllt die Form und die einzelnen Teilchen verschmelzen an den Rändern. Bei großen Blockformen wird meist zudem vor dem Einbringen des Wasserdampfes ein Vakuum angelegt, um das Expandieren der EPS-Teilchen zu begünstigen.
Die Dichte wird durch den Vorschäumgrad bestimmt. Wird dieser jedoch zu groß, so fällt das fertige Produkt zusammen.

### Thermoplast-Schaumguss-Verfahren (TSG)
Durch Zugabe von Treibmitteln zu einer Reihe von Thermoplasten, auch solche mit Füllstoffen (Glas- oder Karbonfasern) lassen sich Schaumstrukturen in Spritzgussteilen erstellen. Die Treibmittel können je nach Art und Konsistenz dem Granulat in wenigen Prozent zugemischt oder der Schmelze im Zylinder in flüssigem Zustand unter hohem Druck zugepumpt werden. Im Kern besitzen die entstehenden Formteile eine Schaumstruktur, zur Oberfläche hin eine weitgehend kompakte Außenhaut. Das Verfahren wird angewendet, um z. B. dickwandige Partien an Spritzgussteilen mit einem Schaumkern zu versehen, um Einfallstellen zu vermeiden bis hin zur Innenschäumung relativ dickwandiger Formteile, um Gewicht sparen zu können, ohne die Wanddicke reduzieren zu müssen. Man wendet das Verfahren bei Wanddicken ab 2 mm, aber meist bei Wanddicken zwischen 4 und 20 mm an.
Die erforderlichen Drücke für den Einspritzvorgang in das Werkzeug und den Nachdruck sind erheblich niedriger als für das normale Spritzgießen. So sind die Maschinen meist nur mit Einspritzdrücken bis ca. 1000 bar ausgestattet. Die großen Schussgewichte realisiert man oft mit Kolbeneinspritzaggregaten, die durch eine Vorplastifizierschnecke befüllt werden. Ein Nachdruck kann meist entfallen, da die Konturbildung in der Werkzeughöhlung durch die Expansion des Treibmittels erfolgt. Abgesehen von dem zuletzt genannten Unterschied ist das Verfahren dem normalen Spritzgießen prinzipiell sehr ähnlich. Jede normale Spritzgießmaschine ist für das Verfahren verwendbar.
Das TSG-Verfahren eignet sich dafür, besonders steife Konstruktionen zu erstellen, da beliebige Wanddickenunterschiede herstellbar sind, ohne dass Einfallstellen entstehen. Häufig werden auf Rundtischmaschinen mehrere Werkzeuge nacheinander eingespritzt. Damit wird die Ausbringung trotz langer Kühlzeiten (durch die großen Wanddicken) verbessert.

### PUR-Schäumen
Hier werden im Gegensatz zum Styroporverfahren flüssige, reaktionsfähige Ausgangsstoffe vom Verarbeiter verwendet. Werden Polyole mit Isocyanaten und dem Treibmittel (meist Wasser) vermischt, so reagiert das Polyol mit dem Isocyanat in einer Polyaddition zu PUR (Polyurethanschaum) und das Treibmittel bildet Gaseinschlüsse (bei dem Treibmittel Wasser reagiert dieses mit einem Teil des Isocyanates, wobei Kohlendioxid freigesetzt wird). Zusatzstoffe wie auch das Treibmittel werden im Polyol beigemengt, so dass meist zwei Komponenten zum Einsatz kommen.
Je nach Auswahl der Ausgangsstoffe können die Eigenschaften eingestellt werden. So erhält man bei Verwendung von langkettigen Polyolen weiche bis elastische Schäume, oder bei kurzkettigen Polyolen stark vernetzte harte Schaumstoffe.
Als Hauptverfahren kann man das kontinuierliche Bandschäumen und die beiden diskontinuierlichen RSG (Reaktionsschaumguss) und RIM (Reaktion-Injektions-Moulding) bzw. Niederdruck und Hochdruck-Verfahren, wobei das Letztere immer mehr Verbreitung findet, nennen.
Bei den diskontinuierlichen Verfahren muss beachtet werden, dass Ringleitungen installiert werden, um ein „Abstehen“ oder ein Entmischen zu verhindern, denn z. B. das Isocyanat sollte über 15 °C warm sein, da es sonst kristallisiert. Des Weiteren sollte auch ein Reinigungssystem für den Mischkopf vorgesehen werden, um ein Verkleben zu verhindern.

#### RRIM
Beim RRIM (Reinforced Reaction Injection Moulding) werden zwei Komponenten (Polyol und Isocyanat) und ein Verstärkungsstoff (z. B. Glasfaser, Kohlenstofffaser, Gesteinsmehl) im so genannten Mischkopf gemischt und unter hohem Druck in ein formgebendes Werkzeug gespritzt. Nach der exothermen Reaktion der Komponenten ist der duroplastische Kunststoff Polyurethan entstanden und kann dem Werkzeug entnommen werden. Anwendungsbeispiele sind Außenhautteile in der Automobilindustrie, wie Kotflügel, Schweller- und Stoßfängerverkleidungen. Ein Vorteil des Polyurethans gegenüber thermoplastischen Kunststoffen liegt in der relativ hohen Wärmeformbeständigkeit.

### MuCell-Verfahren
Das MuCell-Verfahren ist ein spezielles Schaumextrusionsverfahren.
Die thermoplastische Kunststoffschmelze wird im Schmelzezylinder mit einem inertes Gas (Stickstoff oder Kohlendioxid) zu einer Einphasenlösung gemischt. Durch den Druckabfall beim Einspritzen dieser Einphasenlösung in die Kavität des Spritzgieß- oder Blasformwerkzeugs, bzw. bei Austritt aus der Extruder-Düse nukleiert das Gas über das Bauteil verteilt und schäumt es aus. Patente für das Verfahren liegen bei Trexel Inc., Woburn, MA, USA.
Stickstoff oder Kohlendioxid lassen sich mit der Schmelze nur im überkritischen Zustand mischen (SCF = Super Critical Fluid).
Standard-Extruder benötigen zur Verarbeitung von SCF eine Schnecke mit angepasster Geometrie.
Das MuCell-Verfahren wird oft für technische Spritzguß-Bauteile mit Wanddicken zwischen 0,8 und 3 mm verwendet, ansonsten liegt das Spektrum bei 0,4 mm (Margarinebecher) bis 30 mm.
Die Teile haben eine kompakte Außenhaut und einen geschlossenzellig geschäumten Bauteilkern.
Beim fertigen Bauteil kann je nach Ausgangsmaterial eine Schlierenbildung auf der Oberfläche auftreten.
Neben der Gewichts- und Materialeinsparung und ergeben sich Vorteile durch Zykluszeitreduzierung, Nutzung kleinerer Maschinen mit geringerer Schließkraft, Verzugsreduzierung und Dimensionsstabilität der Bauteile, Viskositätsreduzierung und besserem Fließverhalten der Schmelze.

### Neuere Entwicklungen
Bei herkömmlichen Herstellungsprozessen werden Schäume häufig aus Polymerschmelzen und gasförmigen Treibmitteln gewonnen. Eine Alternative besteht darin, mikroskopisch kleine Schablonen (sogenannte Templates) zu benutzen, um dem Schaum die richtige Struktur zu verleihen. Beispielsweise können winzige Wassertröpfchen in einer Monomerlösung feinst verteilt und nach der Polymerisation entfernt werden. Ein anderes Verfahren nutzt Partikel, um Luftblasen in der Reaktionsmischung zu stabilisieren.
Ein neu entwickeltes Verfahren zur Herstellung von expandiertem Polystyrol basiert auf der Polymerisation geschäumter Öl-in-Wasser-Emulsionen. Styrol (Ölphase) wird zunächst in einer wässerigen Phase emulgiert. Dann wird die durch ein anionisches Tensid stabilisierte Emulsion mit Stickstoff aufgeschäumt. Dabei entstehen Schaumblasen, die von dicht gepackten Emulsionstropfen umgeben sind. Im abschließenden Schritt wird die Polymerisation durch Bestrahlung mit UV-Licht ausgelöst. Die Emulsionstropfen reagieren dabei, wobei die Struktur des Schaums erhalten bleibt. Die entstandenen Polymerschäume enthalten Poren, die teilweise miteinander verbunden sind. Hierdurch wird der Durchfluss von Luft, Fluiden oder anderen Materialien durch den Schaum ermöglicht, was die Anwendung für beispielsweise Filtermaterialien oder bioinspirierte Gerüststrukturen interessant macht.
Zur Herstellung eines Aerogels wird ein Gel so getrocknet, dass eine formstabile Struktur zurückbleibt.

## Handelsnamen
- PU-Hartschäume: steinothan, BauderPIR, Linzmeier Linitherm, Baytherm, Baydur, Elastolit
- PU-Weichschäume: Bayflex, Elastoflex, Elastofoam, Fermapor K31, Plasthan, Raku PUR-Dichtungsschaum